# 鶴舞町
鶴舞町（つるまいまち）は、かつて千葉県市原郡に存在し、昭和の大合併により廃止された町。現在の市原市南部（南総地区）に所在していた。
1889年の町村制施行に際し、鶴舞藩6万石の藩庁所在地であった鶴舞を含む諸村により鶴舞村として発足。1891年に町制を施行して鶴舞町となる。警察署や高等女学校などを擁する市原郡南部の中心地区の一つであった。

## 地理
市原郡（郡域はほぼ現在の市原市と重なる）の南部に位置する村であった。1916年（大正5年）時点では、北から東にかけて内田村、東南に平三村、南に富山村、西南に高滝村、西に養老川を隔てて明治村（のちの牛久町）と接していた。
1916年（大正5年）に編纂された『千葉県市原郡誌』によれば、鶴舞（つるまい）・田尾（たび）・池和田（いけわだ）・矢田（やだ）・下矢田（しもやだ）・山小川（やまおがわ）の6区（いずれも町村制以前の旧村＝大字）からなっていた。これらの6つの大字の名称は、現在の市原市の大字として存続している。
町の6区のうち鶴舞を除いた5区が、養老川とその支流である平蔵川の流域に位置する。すなわち平蔵川の上流（南側）から、おおむね山小川、田尾、池和田、矢田、下矢田と地区が連なる。鶴舞は台地上の地区である。

## 歴史
鶴舞村（のち鶴舞町）は、1889年（明治22年）の町村制施行にともない市原郡鶴舞村・田尾村・池和田村・矢田村・下矢田村・山小川村が合併して発足した。「前史」節では、そこに至るまでのこの地域の状況を概説する。町村制以前の各村（各大字）の詳細については、それぞれの項目を参照のこと。

### 前史

#### 前近代
鶴舞を除いた5区は、中世には沼田荘と呼ばれた地域であったといい、うち矢田・下矢田は矢田郷と呼ばれていた。池和田には永観元年（983年）創建と伝える光明寺があり、戦国時代には池和田城が築かれた。

#### 明治初年から町村制施行まで
鶴舞は、近世には石川村（町村制施行時に内田村の一部となる）に属して桐木台と呼ばれた地域であったが、明治初年に当地に移封された旧浜松藩井上家（鶴舞藩）6万石が城下町として開発に当たった地域で、石川村から分離した。

### 村史・町史
1889年（明治22年）の町村制施行に際して鶴舞村が発足し、1891年（明治24年）1月には鶴舞町となった。郡内では郡庁所在地の八幡町に次いで2番目に町制をおこなった町である（同年中に、五井村が五井町に、鶴牧村が姉崎町となる）。鶴舞地区には市原郡役場鶴舞出張所や千葉警察鶴舞分署（のち鶴舞警察署。現在の市原警察署の前身のひとつ）が置かれていた。
1910年（明治44年）、郡役所出張所跡地に市原郡立市原実科高等女学校（のちに千葉県立市原高等女学校、鶴舞高等学校、鶴舞商業高等学校などと変遷）が置かれた。
1914年（大正3年）、鶴舞町役場を新築（字 元町二丁目）。それまで町役場は民家を借りて転々としていた。
1925年（大正14年）、小湊鉄道線が開通し、町域内に鶴舞町駅（現在の上総鶴舞駅）と上総川間駅が開業した。
1954年（昭和29年）、昭和の大合併により南総町の一部となった。

### 町村制施行以後の行政区画変遷年表
- 1889年（明治22年）4月1日 - 町村制施行に伴い、鶴舞村・田尾村・池和田村・矢田村・下矢田村・山小川村が合併し市原郡鶴舞村が発足。
- 1891年（明治24年）1月9日 - 町制施行し鶴舞町となる。
- 1954年（昭和29年）11月15日 - 牛久町、戸田村、内田村、平三村と合併し南総町となり消滅。
- 1967年（昭和42年）10月1日 - 南総町と加茂村が市原市へ編入。南総町は消滅。

## 人口
1912年（大正元年）の統計で、現住戸数・人口は607戸・3178人。

## 経済
1916年（大正5年）に編纂された『千葉県市原郡誌』によれば、町の主要産業は農業である。

### 農業
1910年（明治43年）出版の『大日本篤農家名鑑』では、鶴舞町の篤農家として「板倉政治、今関龜太郎、今関邦次郎」の名が挙げられている。

### 商業
1916年（大正5年）に編纂された『千葉県市原郡誌』によれば、各種商店200戸がある。雑貨商が最も多く、米穀商がこれに次ぎ、八幡町との取引が盛んという。毎月一六の日が定期市日となっており、鶴舞に周辺諸村の農商業者が集まり「特に殷賑を極む」という。
1889年（明治22年）設立の鶴舞銀行が本社を置いていた。

### 工業
1916年（大正5年）に編纂された『千葉県市原郡誌』によれば、工業として特記するものはないが、日露戦争を契機として叺（かます）や莚（むしろ）の生産が盛んになり、農業・商業の副業として盛んに行われている。年商3000円余りにのぼるという。

## 交通

### 道路
1916年（大正5年）に編纂された『千葉県市原郡誌』によれば、大小の道が四通しており車馬の往復は至便であるという。東へ内田村奥野から庁南町に通じる県道、南へ平三村から大多喜町へ通じる県道、富山村を経由して久留里町に至る県道、北には明治・戸田・養老・市西・市原の諸村を経て八幡町に至る県道、明治村牛久から久留里に至る県道がある。このほか、高滝に向かう枢要里道がある。
なお、2021年10月現在、鶴舞町の旧町域内を通過する国道・千葉県道は以下である（高速道路に準じる国道468号（圏央道）を除く）。
- 国道297号
- 千葉県道171号加茂長南線
- 千葉県道168号鶴舞馬来田停車場線
- 千葉県道284号鶴舞牛久線

### 鉄道
- 小湊鉄道
  - ■小湊鉄道線

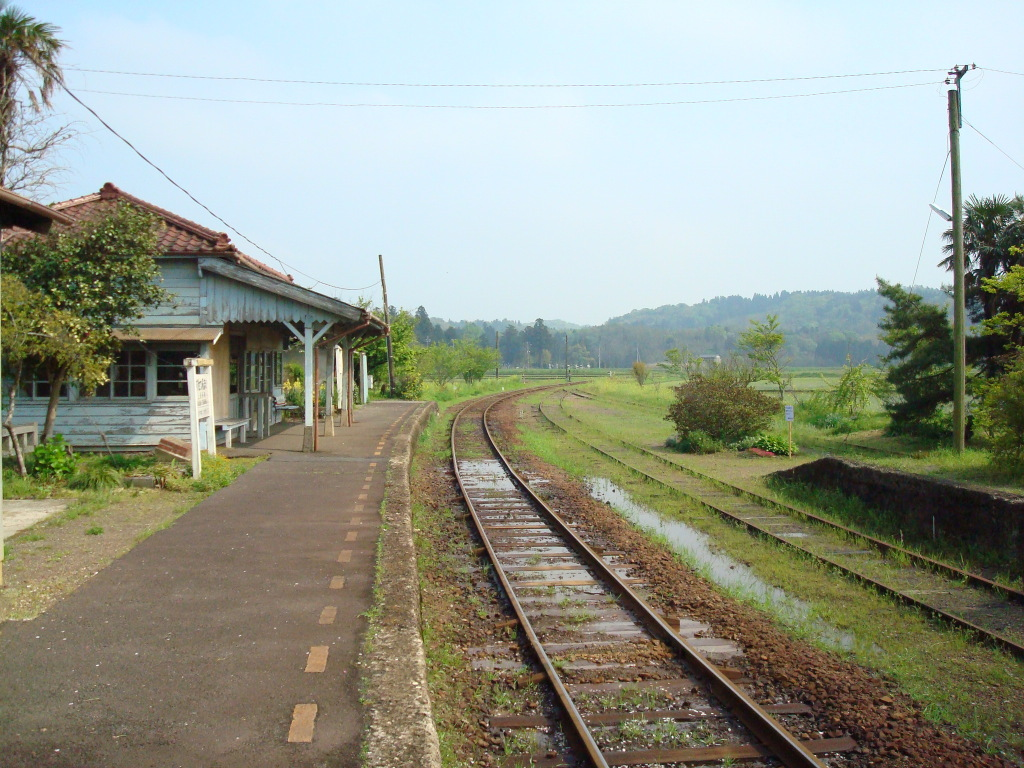
上総鶴舞駅ホーム（2008年）

    - 上総川間駅 - 鶴舞町駅（現・上総鶴舞駅）

房総半島内陸を縦貫する鉄道路線（小湊鉄道線）の敷設を目指して小湊鉄道株式会社が設立されたのは1917年（大正6年）であったが、当初その中心的株主となったのは、沿線地域では富裕であった鶴舞町の地主層であった。
実際の鉄道建設は資金獲得の困難など紆余曲折があり、1920年（大正9年）に発起人の一人である永島勘左衛門（夷隅郡老川村）が、鶴舞出身の奥村三郎（安田財閥系の九十八銀行頭取）に紹介状を書いてもらって安田善次郎邸に日参し、安田財閥からの出資を得たという。1924年（大正13年）時点では当初の発起人のほとんどが名義を下りており、安田一族が6割の株を保有していた。
第一期工事として五井駅 - 里見駅間が1924年（大正13年）1月に起工され、1925年（大正14年）に完成・開業した。町域には下矢田に上総川間駅、池和田に鶴舞町駅（現在の上総鶴舞駅）の2駅が設けられた。鶴舞町駅は市街地から外れた田んぼの中に作られ、付近には鶴舞発電所や、構内社宅も設けられた。鶴舞発電所は鉄道施設のみならず周辺の村にも電気を供給していた（1942年（昭和17年）の配電統制令により発電終了）。
また、昭和初期には南総鉄道が、茂原駅から庁南町（現在の長南町）を経由して鶴舞町駅に至る鉄道敷設を企図していた（南総鉄道、上総鶴舞駅参照）。

## 教育

### 小学校
鶴舞小学校は、明治4年（1871年）、鶴舞藩旧藩知事邸跡に「第百三十八番」小学校として開校、学制改定により鶴舞尋常高等小学校となる。1900年（明治33年）に制度を改めて鶴舞尋常小学校と鶴舞高等小学校に分離、鶴舞高等小学校の通学範囲を大字鶴舞から鶴舞町全体に拡大。1902年（明治35年）、田尾尋常小学校（校区は田尾・山小川）・大宮尋常小学校（校区は池和田・矢田・下矢田）を廃止して鶴舞尋常小学校に統合した。1908年（明治41年）、尋常・高等両小学校を統合し、ふたたび鶴舞尋常高等小学校となる。1909年（明治42年）、旧大宮尋常小学校校舎（池和田）を本校の分教場とする（校区は池和田・矢田・下矢田）。

### 中学校（新制）
第二次世界大戦後の学制改革に伴い、1947年（昭和22年）に新制中学校として鶴舞町立鶴舞中学校が鶴舞小学校の隣接地に創立された。自治体の統合に伴い、南総町立を経て市原市立に移行するが、1971年（昭和46年）に閉校した（市原市立鶴舞中学校参照）

### 中等教育学校（旧制）→高等学校（新制）
1910年（明治44年）、市原郡立市原実科高等女学校が設置される。のちに千葉県立市原高等女学校となる。
第二次世界大戦後の1948年（昭和23年）に鶴舞高等学校となったのち、1950年（昭和25年）には千葉県立市原実業高等学校と合併して千葉県立市原第二高等学校となる。
なお、鶴舞町消滅後の1955年（昭和30年）に鶴舞商業高等学校・市原園芸高等学校の2校に分離、両校は2005年に合併して千葉県立鶴舞桜が丘高等学校になるが、2019年に市原高等学校との統合により閉校している。

## 寺社
- 鶴舞神社（鶴舞 字郭内広小路） - 明治3年（1870年）に鶴舞藩士の崇敬者によって創建された[19]。
- 日枝神社（鶴舞 字緑町） - 江戸時代にはあったという[19]。
- 光明寺（池和田 字大塚） - 永観元年（983年）創建と伝える[20]。
- 林祥寺（田尾） - 曹洞宗。文明13年（1481年）建立[21]。
- 長泉寺（山小川 字小関谷） - 曹洞宗。天正2年（1574年）建立[22]。
- 龍田寺（田尾 字桂沢） - 新義真言宗豊山派。領主であった旗本水野氏の祈願所であったという[23]。
- 西蓮寺（鶴舞 字緑町） - 新義真言宗豊山派。もともと田尾字砂田にあった寺を移したもの[23]。

## 人物

### 著名な出身者
- 中井半三郎 - 山小川生まれ。東京で酢・醤油問屋として成功。1905年（明治38年）没[24]。
- 藤代吉太郎 - 鶴舞町長[9]、千葉県会議員[25]。1894年、東京専門学校（現早稲田大学）邦語政治科卒業[25]。
- 飯島魁 - 理学博士[19]
- 岡村輝彦 - 法学博士[19]
- 岡村龍彦 - 医学博士[19]
- 賀古桃次 - 医学博士[19]。賀古鶴所の弟。
- 斎藤力三郎 - 陸軍中将（1916年時点）[19]
- 佐野勝三郎 - 陸軍少将（1916年時点）[19]
- 成川揆 - 海軍少将（1916年時点）[19]
- 和田豊 - 御影師範学校長（1916年時点）[19]
- 奥山三郎 - 九十八銀行頭取（1916年時点）[19]
- 小池民次 - 前千葉高等女学校長（1916年時点）[19]
- 石川倉次 - 東京盲唖学校教授（1916年時点）[19]
- 川村良四郎 - 東金高等女学校長（1916年時点）[19]